# Experiment mental
Un experiment mental (o Gedankenexperiment en alemany) és una proposta d'experiment, sovint impossible de realitzar en la pràctica, que intenta provar o il·lustrar una hipòtesi o teoria.

## Visió general
El grec antic δείκνυμι (tradu.: deiknymi), o experiment del pensament, «era el patró més antic de la prova matemàtica», i existia abans de les matemàtiques euclidianes, on es posava l'èmfasi en el conceptual, més que en la part experimental d'un experiment pensat.
Potser l'experiment clau de la història de la ciència moderna és la demostració de Galileu que els objectes que cauen han de caure al mateix ritme independentment de la seva massa. Això és àmpliament pensat haver estat una demostració física senzilla, que va suposar pujar a la Torre inclinada de Pisa i deixar caure dos pesats pesats, mentre que, de fet, era una demostració lògica mitjançant la tècnica del “experiment de pensament”. L'experiment és descrit per Galileu a Discorsi e dimostrazioni matematiche (1638) (literalment, "Discursos i demostracions matemàtiques") així:
Salviati. Si llavors agafem dos cossos les velocitats naturals de les quals és diferent, és clar que, unint-los, el més ràpid serà en part retardat pel més lent i més lent serà el més ràpid. No esteu d'acord amb mi en aquesta opinió?
Simplicio. No teniu cap raó.
Salviati. Però si això és cert, i si una pedra gran es mou amb una velocitat de, per exemple, vuit mentre que una més petita es mou amb una velocitat de quatre, llavors quan s'uneixin, el sistema es desplaçarà amb una velocitat inferior a vuit; però les dues pedres, en unir-les, fan una pedra més gran que la que abans es movia amb una velocitat de vuit. Per tant, el cos més pesat es mou amb menys velocitat que el lleuger; un efecte que contrària a la seva suposició. Així veieu com, segons la vostra suposició que el cos més pesat es mou més ràpidament que el més lleuger, dedueixo que el cos més pesat es mou més lentament.
Tot i que l'extracte no transmet l'elegància i el poder de la "demostració" terriblement bé, és clar que es tracta d'un experiment "pensat", més que pràctic. És estrany, segons diu Cohen, que filòsofs i científics es neguin a reconèixer ni Galileu en particular, ni la tècnica d'experimentar el pensament en general pel seu paper fonamental tant en ciència com en filosofia. (L'excepció demostra la regla; el filòsof iconoclasta de la ciència, Paul Feyerabend, també ha observat aquest prejudici metodològic.) En lloc d'això, molts filòsofs prefereixen considerar que els "Experiments de pensament" són només l'ús d'un escenari hipotètic per ajudar a comprendre com són les coses.